# Centro Raymond Gordon Ernest Guishard
El Centro Técnico Raymond Gordon Ernest Guishard es un estadio de fútbol ubicado en Anguila donde se suelen jugar todos los partidos de la máxima liga de fútbol del territorio. Se encuentra a un costado del famoso Parque Ronald Webster, tiene una superficie de césped natural y tiene una capacidad para 1100 espectadores; también cuenta con salas para la transmisión de los partidos, vestidores, gimnasio, las oficinas centrales de la Asociación de Fútbol de Anguila. En la ceremonia inaugural estuvieron presentes el presidente de la FIFA Joseph Blatter, el presidente de la Concacaf Jack Warner y otras autoridades locales como el presidente de la asociación Raymond Guishard.

## Liga de Fútbol de Anguila
Las últimas temporadas de la Liga de Fútbol de Anguila el estadio ha servido como sede de todos los partidos de fase regular y también para las fases finales.